# Convención para la Prevención y la Sanción del Delito de Genocidio

Estados que participan en la Convención para la Prevención y Sanción del Delito de Genocidio
Firmado y ratificado
Adherido o aprobado
Sólo firmado

La Convención para la prevención y la sanción del delito de genocidio es un documento de Naciones Unidas aprobado en 1948. Su principal impulsor fue el jurista polaco Raphael Lemkin que fue el primero en utilizar y definir el delito de genocidio en un libro publicado en 1946 en el que denunció los crímenes nazis cometidos en la Europa ocupada.

## Historia
Nada más llegar a Estados Unidos en 1939 huyendo de la persecución nazi, el jurista polaco judío Raphael Lemkin emprendió una acción decidida de denuncia de las atrocidades nazis —«el crimen sin nombre» como lo llamó Winston Churchill—. En 1944 publica Axis Rule in Occupied Europe ('El poder del Eje en la Europa ocupada'), obra en la que utiliza por primera vez el término genocidio. Según el historiador francés Bernard Bruneteau, Lemkin veía la asunción del crimen de genocidio «como el punto de partida de un nuevo Derecho internacional». La definición de Lemkin fue la siguiente:

La puesta en práctica de acciones coordinadas que tienden a la destrucción de los elementos decisivos de la vida de los grupos nacionales, con la finalidad de su aniquilamiento.

Tras el final de la Segunda Guerra Mundial Lemkin dedicó todos sus esfuerzos al reconocimiento internacional del delito de genocidio. Así en abril de 1946 Lemkin publicó un artículo en la revista American Scholar que tuvo mucha repercusión, pero el término genocidio, aunque fue utilizado por las acusaciones en el juicio de Núremberg, los jueces no recurrieron a él en la sentencia que condenó a los dirigentes nazis, sino al de «crímenes contra la humanidad» (de hecho la «persecución» de los judíos, como llamó el tribunal a la Shoah, sólo ocupaba 16 de las 190 páginas de la sentencia). Sin embargo, a finales de 1946 la Asamblea General de la ONU, recién creada, aprobó la resolución 96 en la que el término genocidio apareció por primera vez en un documento internacional. La resolución lo definió como «una denegación del derecho a la vida de los grupos humanos», independientemente de que estos «grupos raciales, religiosos, políticos o de otro tipo hayan sido destruidos por completo o en parte»; y, por tanto, como un crimen sometido al Derecho en cualquier lugar. Así, en la resolución no se distinguía entre el «crimen contra la humanidad» aplicado en Núremberg y el de genocidio, quedando este último de cierta forma incluido en el primero.
La separación entre los dos tipos de acusaciones se produjo dos años después, y la diferenciación se ha mantenido hasta hoy por obra de la Convención para la Prevención y la Sanción del Delito de Genocidio. El historiador español Antonio Elorza, de la Universidad Complutense de Madrid, ha afirmado que de la aprobación de la Convención contra el genocidio nació el Tribunal Internacional de Justicia creada tres años antes, «de acuerdo con la idea lemkiana de que el ataque contra un grupo humano equivale a atentar contra la humanidad».
La Convención fue adoptada por la resolución 260 de la Asamblea General del 9 de diciembre de 1948. Entró en vigor el 12 de enero de 1951. En ella, se reconoce el genocidio como un delito perseguible por el derecho internacional, además de definirse dicho delito de genocidio. Fue firmado por 41 países, habiendo siendo ya ratificado por 133. Los últimos países en unirse al tratado han sido Yugoslavia, el 12 de marzo de 2001, y Guinea y Suiza, el 7 de septiembre del 2000. Su contenido se considera de ius cogens, o, al menos de contenido erga omnes.
Pese a que Yugoslavia reafirmó su vinculación a este tratado. La Corte Internacional de Justicia señaló que aún habiendo dudas sobre las obligaciones del Estado Serbio (luego de la disolución de la República Federal de Yugoslavia a inicios de los noventa), Serbia debía respetar las obligaciones del Artículo IX.

## Contenido
La presión de la Unión Soviética hizo que de la definición de genocidio adoptada por la Convención se excluyera la referencia a grupos «políticos y de otra clase» que aparecía en la resolución de 1946, salvaguardando así la política exterior estalinista durante la guerra y la posguerra, ya que en algunos ámbitos se había empezado a usar el término de genocidio para calificar la anexión de los países bálticos por la Unión Soviética.

Convención para la prevención y la sanción del crimen de genocidio adoptada por la Asamblea General de las Naciones Unidas el 9 de diciembre de 1948
 (Adoptada y abierta a la firma y ratificación, o adhesión, por la Asamblea General en  su resolución 260 A (III), de 9 de diciembre de 1948 
Entrada en vigor: 12 de enero de 1951, de conformidad con el artículo XIII) 
Las partes contratantes,

Considerando que la Asamblea General de la Organización de las Naciones Unidas, por su resolución 96 (I) de fecha de 11 de diciembre de 1946, ha declarado que el genocidio es un crimen de derecho internacional contrario al espíritu y a los fines de las Naciones Unidas y que el mundo civilizado condena.
 Reconociendo que en todos los periodos de la historia el genocidio ha infligido grandes pérdidas a la humanidad, 
 Convencidas de que para liberar a la humanidad de un flagelo tan odioso es precisa la cooperación internacional, convienen en lo siguiente:

Artículo I
 Las partes contratantes confirman que el genocidio, ya sea cometido en tiempo de paz o en tiempo de guerra, es un delito de derecho internacional que se comprometen a prevenir y sancionar.

Artículo II
 En la presente Convención, se entiende por genocidio cualquiera de los actos mencionados a continuación, cometidos con la intención de destruir total o parcialmente a un grupo nacional, étnico, racial o religioso, como tal:
 
a) Matanza de miembros del grupo;
 
b) Atentado grave contra la integridad física o mental de los miembros del grupo;
 
c) Sometimiento intencional del grupo a condiciones de existencia que hayan de acarrear su destrucción física total o parcial;
 
d) Medidas destinadas a impedir los nacimientos en el seno del grupo;

e) Traslado forzoso de niños del grupo a otro grupo.

Artículo III
 
Serán castigados los actos siguientes:
a) El genocidio;
b) La asociación para cometer genocidio;
c) La instigación directa y pública a cometer genocidio;
d) La tentativa de genocidio;
e) La complicidad en el genocidio

Artículo IV
 
Las personas acusadas de genocidio, o de uno cualquiera de los actos enumerados en el artículo III serán juzgadas por un tribunal competente del Estado en cuyo territorio se haya cometido el acto, o ante la corte penal internacional que sea competente respecto de aquellas de las partes contratantes que hayan reconocido su jurisdicción.[...]